# Hartwig Masuch
Hartwig Masuch (nacido el 20 de julio de 1954 en Hagen) es un ejecutivo musical alemán. Desde 2008 es director ejecutivo de BMG Rights Management, una división del grupo Bertelsmann. Bajo su liderazgo, BMG se convirtió en una compañía musical líder a nivel internacional. Según Billboard, se encuentra entre los representantes más influyentes de la industria en el mundo. Masuch fue músico y productor y se le considera un pionero de la Neue Deutsche Welle.

## Primeros años
Después de graduarse de la escuela secundaria, Masuch comenzó a estudiar economía en la Universidad del Ruhr en Bochum en 1974. Al mismo tiempo, trabajó para la cátedra de teoría del dinero y fue el líder de los Ramblers, una banda de punk y new wave. Para financiar su sustento, trabajó en ocasiones como taxista. A la edad de 20 años, Masuch firmó su primer contrato discográfico. En 1980, terminó sus estudios sin graduarse para concentrarse en su carrera como músico.
Masuch fundó una editorial musical independiente, fue el primero en firmar con Nena y produjo el álbum debut de Extrabreit. Desde entonces, se le considera un pionero de la Neue Deutsche Welle. También estableció su propio sello musical y fue responsable de los éxitos de Ina Deter y otros antes de venderlo en 1984.

## Carrera
En 1985 Masuch se incorporó a Warner Music Publishing como director general de repertorio. Después de dos años, fue ascendido al puesto de director general y vicepresidente de asuntos creativos. Durante este tiempo firmó con bandas de éxito nacional e internacional. En 1991, Masuch se incorporó a BMG Music Publishing, una filial de Bertelsmann, como director general y vicepresidente senior. Allí fue principalmente responsable de los negocios en Alemania, Austria y Suiza. Masuch dejó la empresa en 2007 para vender BMG Music Publishing a Universal Music, donde asesoró a Bertelsmann sobre la separación de Sony BMG y la reorganización de las actividades en la industria musical.
Masuch coordinó la administración y comercialización de los derechos musicales de obras de alrededor de 200 artistas europeos, como Prinzen, que permanecieron en el grupo. El catálogo constituyó la piedra angular de la fundación de BMG Rights Management en 2008. Masuch la dirigió desde el principio y posicionó a la empresa como un socio justo y orientado al servicio para los artistas. También se centró en el marketing digital, especialmente en los servicios de streaming. Con el apoyo de Thomas Rabe, director general de Bertelsmann, Masuch organizó la participación temporal del inversor financiero KKR. De 2009 a 2013, KKR apoyó la expansión internacional y numerosas adquisiciones de BMG Rights Management.
Desde 2013, Masuch es miembro del comité de dirección del grupo Bertelsmann, el máximo órgano de dirección por debajo del consejo ejecutivo.
En enero de 2023, Masuch anunció que se retiraría de BMG a finales de año. Nombró al director financiero Thomas Coesfeld como su sucesor como director ejecutivo.

## Críticas
El Premio Echo de Música 2018 se vio ensombrecido por una controversia sobre textos de Kollegah y Farid Bang que fueron percibidos como antisemitas. Masuch también tuvo que dar explicaciones sobre el lanzamiento del álbum por parte de BMG Rights Management. Destacó el principio de libertad artística, que la empresa se toma muy en serio. BMG Rights Management dejó de trabajar con ambos raperos e inició una campaña contra el antisemitismo.